# Breutelia affinis
Breutelia affinis är en bladmossart som beskrevs av Mitten 1856. Breutelia affinis ingår i släktet gullhårsmossor, och familjen Bartramiaceae. Inga underarter finns listade i Catalogue of Life.